# Королі та королева
«Королі́ та короле́ва» (фр. Rois et reine) — французька мелодраматична кінокомедія режисера Арно Деплешена, поставлена у 2004 році. Фільм брав участь у конкурсній програмі 61-го Венеційського кінофестивалю та у 2005році  номінувався у 7-ми категоріях на отримання премії «Сезар», Матьє Амальрік отримав нагороду як найкращий актор .

## Сюжет
Приваблива і цілеспрямована Нора завжди вважалася королевою у своєму колі. Проте останнім часом життя підносить їй нові труднощі і випробування. Вона збирається одружитися з місцевим мільйонером, але її малолітній син Еліас негативно ставиться до цього шлюбу і не схвалює вибору матері. У зв'язку з цим Нора вирішує тимчасово віддати сина своєму колишньому коханцеві Ісмаелю. Проблема полягає в тому, що той зараз знаходиться в психіатричній клініці. Проте Нора не збирається опускати руки і вирішує діяти по-королівському. Вона вміє приборкувати нахаб і ревнивців, впорається вона і з безумством.

## В ролях
| Актор(ка)        |   | Роль                 |
| ---------------- | - | -------------------- |
| Еммануель Дево   | • | Нора Коттерелл       |
| Джефрі Кері      | • | Клод                 |
| Тьєррі Боск      | • | М. Мадер             |
| Олів'є Рабурден  | • | Жан-Жак              |
| Моріс Гаррель    | • | Луї Янссенс          |
| Магалі Воч       | • | Аріель Фенікс        |
| Валантен Лелонг  | • | Еліас Коттерелл      |
| Олів'є Борле     | • | керівник             |
| Катрін Деньов    | • | пані Вассет          |
| Дідьє Совегран   | • | хірург               |
| Матьє Амальрік   | • | Ісмаель Вюйяр        |
| Франсуа Тумаркін | • | Просперо             |
| Ноемі Львовскі   | • | Елізабет             |
| Іпполіт Жирардо  | • | майстер Марк Маманне |
|                  | • | та інші              |

## Нагороди та номінації
| Рік  | Нагорода                                     | Категорія                                       | Номінант                   | Результат |
| ---- | -------------------------------------------- | ----------------------------------------------- | -------------------------- | --------- |
| 2004 | Приз Луї Деллюка                             | Найкращий фільм                                 | Арно Деплешен              | Перемога  |
| 2004 | Венеційський кінофестиваль                   | Золотий лев                                     | Королі та королева         | Номінація |
| 2005 | Премія «Сезар»                               | Найкращий фільм                                 | Королі та королева         | Номінація |
| 2005 | Премія «Сезар»                               | Найкращий режисер                               | Арно Деплешен              | Номінація |
| 2005 | Премія «Сезар»                               | Найкраща чоловіча роль                          | Матьє Амальрік             | Перемога  |
| 2005 | Премія «Сезар»                               | Найкраща жіноча роль                            | Еммануель Дево             | Номінація |
| 2005 | Премія «Сезар»                               | Найкращий актор другого плану                   | Моріс Гаррель              | Номінація |
| 2005 | Премія «Сезар»                               | Найперспективніша акторка                       | Магалі Воч                 | Номінація |
| 2005 | Премія «Сезар»                               | Найкращий оригінальний або адаптований сценарій | Арно Деплешен, Роджер Бобо | Номінація |
| 2005 | Премія «Люм'єр»                              | Найкращий актор                                 | Матьє Амальрік             | Перемога  |
| 2005 | Премія «Люм'єр»                              | Найкраща акторка                                | Еммануель Дево             | Перемога  |
| 2005 | Французький синдикат кінокритиків            | Найкращий фільм                                 | Королі та королева         | Перемога  |
| 2005 | Золота зірка французького кіно (Étoile d'Or) | Найкращий фільм                                 | Королі та королева         | Перемога  |
| 2005 | Золота зірка французького кіно (Étoile d'Or) | Найкращий режисер                               | Арно Деплешен              | Перемога  |
| 2005 | Золота зірка французького кіно (Étoile d'Or) | Найкращий актор                                 | Матьє Амальрік             | Перемога  |
| 2005 | Золота зірка французького кіно (Étoile d'Or) | Найкраща акторка                                | Еммануель Дево             | Перемога  |